# La Fille du patron
Pour plus de détails, voir Fiche technique et Distribution.
La Fille du patron est un film français réalisé par Olivier Loustau et sorti en 2015. C'est le premier long métrage réalisé par Olivier Loustau.

## Synopsis
Vital, chef d'atelier d'une usine textile marié et père de famille tombe amoureux d'une étudiante qui réalise une thèse en ergonomie dans l'entreprise et qui se révèle être la fille de son patron, ce qui suscite des remous dans les familles, dans l'entreprise comme dans l'équipe de rugby dont Vital est l'entraîneur.

## Fiche technique
Sauf indication contraire, les informations mentionnées dans cette section peuvent être confirmées par la base de données cinématographiques IMDb,  présente dans la section « Liens externes ».
- Titre : La Fille du patron
- Titre original : The Boss's Daughter
- Réalisation et scénario : Olivier Loustau
- Adaptation et dialogues : Olivier Loustau, Bérénice André et Agnès Caffin
- Musique : François-Xavier Bossard (a.k.a Fixi)
- Supervision musicale : Pascal Mayer et Steve Bouyer (Noodles)
- Montage : Camille Toubkis
- Photographie : Crystel Fournier
- Direction artistique : Virginie Montel
- Casting : Monya Galbi et Aurélie Guichard
- Cascades : Grégory Loffredo
- Costumes : Floriane Gaudin
- Décors : Héléna Cisterne

- Production : Rouge International, Emael Films, Rhône-Alpes Cinéma, France 2 Cinéma, Ezekiel Film Production et Movie Pictures et Bethsabée Mucho
- Soutiens à la production : OCS, France Télévisions, Wild Bunch, Palatine Étoile 12, la Région Rhône-Alpes, l'ACSE, le CNC, Arte, Cofinova 10 et la Fondation David Hadida

- Producteurs : Nadia Turincev, Lisa Azuelos, Julien Madon et Julie Gayet
- Budget : 2.98M€[2]
- Direction de production : Gaëtane Josse
- Société de distribution : Wild Bunch (France et ventes internationales)
- Pays d'origine :  France
- Langue : français
- Durée : 98 minutes
- Format : couleur - 2.39 : 1
- Son : Dolby Digital
- Genre : comédie dramatique et romance
- Visa d'exploitation n°128 706
- Dates de sortie :  France : 
  - 14 novembre 2015 (Festival du film de Sarlat)
  - 6 janvier 2016 (sortie nationale)
  - 6 mai 2016 (DVD et VOD)
- Box-office France : 45 414 entrées

## Distribution
- Christa Theret : Alix Baretti/Malherbe
- Olivier Loustau : Vital
- Florence Thomassin : Madeleine
- Patrick Descamps : Jacques Baretti
- Stéphane Rideau : Marc
- Lola Dueñas : Virginia
- Pierre Berriau : Frano
- Vincent Martinez : Eddybo
- Déborah Grall : Cathy
- Ludovic Berthillot : Lolo
- Moussa Maaskri : Azoug
- Élodie Mennegand : Caroline
- Sébastien Chabal : lui-même
- Meriem Serbah : Jasmine
- Julien Meunier : Lepetit
- Steve Tientcheu : Le président
- Christophe Vandevelde : Nico - le DRH
- Hortense Gélinet : Marie
- Tonio Descanvelle : Stéf
- Sabine Pakora : Gladys
- Jocelyne Maillard : Laurence
- Témoé Nouzille : Fanny
- Kader Bouallaga : Un client de l'hôtel
- Maurin Olles : Raphaël
- Tibor Ockenfels :
- Frédéric Bourboulon : Giraud
- Franck Isaac-Sibille :
- Mireille Vandevelde : La mère du DRH
- Ludovic Giraud : Dreyer
- Sonia Cardoso : Enfant Azoug / Jasmine
- Mehdi Cherifi : Enfant Azoug / Jasmine
- Sofian Cherifi : Enfant Azoug / Jasmine
- Colombe Bangoyi-N'Dong : Enfant Président / Gladys
- Victoire Mapenda-N'Dong : Enfant Président / Gladys
- Alice Loustau : Enfant Eddy / Cathy
- Abel Sanchez : Enfant Eddy / Cathy
- Gally Hoa-Tabillon : Enfant Caroline / Frano
- Ferdinand Loustau : Enfant Caroline / Frano
- Joseph Loustau : Enfant Lepetit / laurence
- Maxime Vogler : Enfant Lepetit / laurence
- Jean-Yves Mivière : Supporter RC Tricot
- Charles Coudereau : Supporter Matra
- Germinal Brosed Ponce : Speaker match finale
- Gérard Gacon : Arbitre match
- Fabien Bochard : Arbitre match
- Richard Nocart : Arbitre match

## Distinctions
- Festival du film de Cabourg 2016 : Swann d'or de la révélation féminine pour Christa Théret
- Festival international du film d'amour de Mons : Prix BeTV
- Festival International du Film de Bucarest : Mention Spéciale du Jury
- Festival International du Film de Carbonia (Sardaigne) : Prix du Public et Mention Spéciale du Jury
- Grand prix du meilleur scénariste SOPADIN 2011 pour Olivier Loustau et Bérénice André[3].

## Autour du film
- Le film a été entièrement tourné aux alentours[4] de Roanne[5] dans la Loire durant l'été 2014[6]. L'usine Bel Maille à Riorges[7], l'école élémentaire Coutaret[8] et le stade municipal Henri Malleval[9] de Roanne[10] ont notamment servi de cadre de tournage. Le Coteau (Ancien Club House de l'ASR15, rue Diderot), Renaison ou encore Saint-André d'Apchon (ville où est né Olivier Loustau) sont également à l'affiche[11].
- On entend tout au long du film la chanson de Winston McAnuff Garden of Love (avec Fixi à l'accordéon dans sa version originale) ainsi que nombre de ses adaptations notamment par le groupe de musique Java dont est membre Fixi. On entend ponctuellement son titre Economical crisis coconut en duo avec Fixi.
- On peut reconnaître les chansons La pitxuri et Les passantes de Georges Brassens toutes deux interprétées par une fanfare (source : générique).
- Richard Bohringer devait occuper le rôle du patron de l'usine textile.
- Le film est à mettre en lien avec le documentaire sur l'usine Bel Maille intitulé Des bobines et des hommes produit par Julie Gayet (Rouge International) et réalisé par Charlotte Pouch, dont la sortie est annoncée pour janvier 2017[12]. De plus, nombre de figurants du film étaient salariés de cette usine qui a fini par fermer.